# Alcabón
Alcabón ist eine spanische Gemeinde (municipio) in der Provinz Toledo der Autonomen Region Kastilien-La Mancha. 2024 hatte die Gemeinde 761 Einwohner. Die Gemeindefläche beträgt 8,02 km². 

## Lage
Alcabón liegt etwa 33 Kilometer westnordwestlich von Toledo und etwa 80 Kilometer südwestlich von Madrid in einer Höhe von ca. 530 m. 

## Bevölkerungsentwicklung
| Jahr      | 1970 | 1981 | 1991 | 2001 | 2011 | 2021 |
| --------- | ---- | ---- | ---- | ---- | ---- | ---- |
| Einwohner | 786  | 614  | 497  | 634  | 755  | 680  |

## Sehenswürdigkeiten
- Thomaskirche (Iglesia de Santo Tomás Cantuariense)
- Rathaus

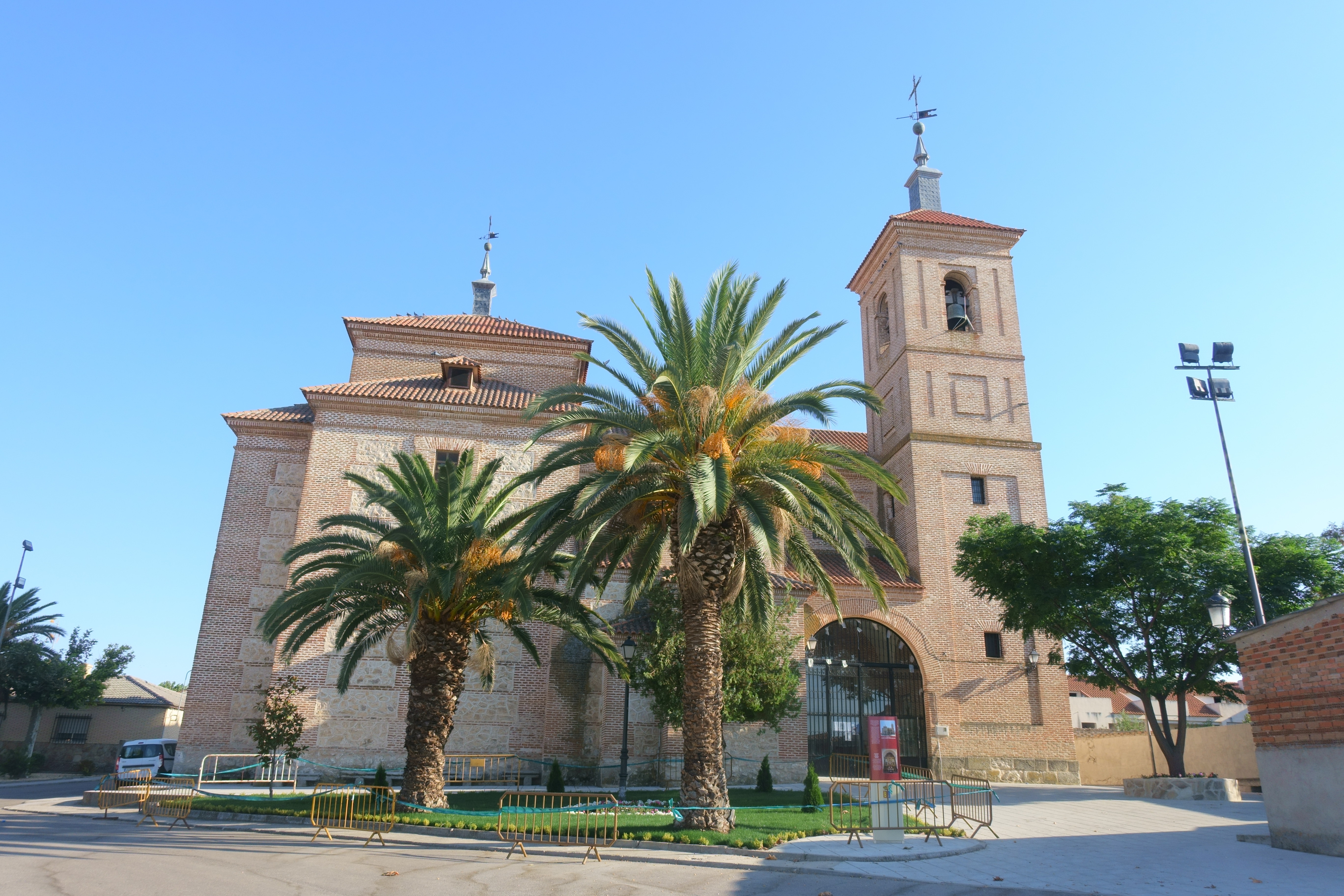
Thomaskirche
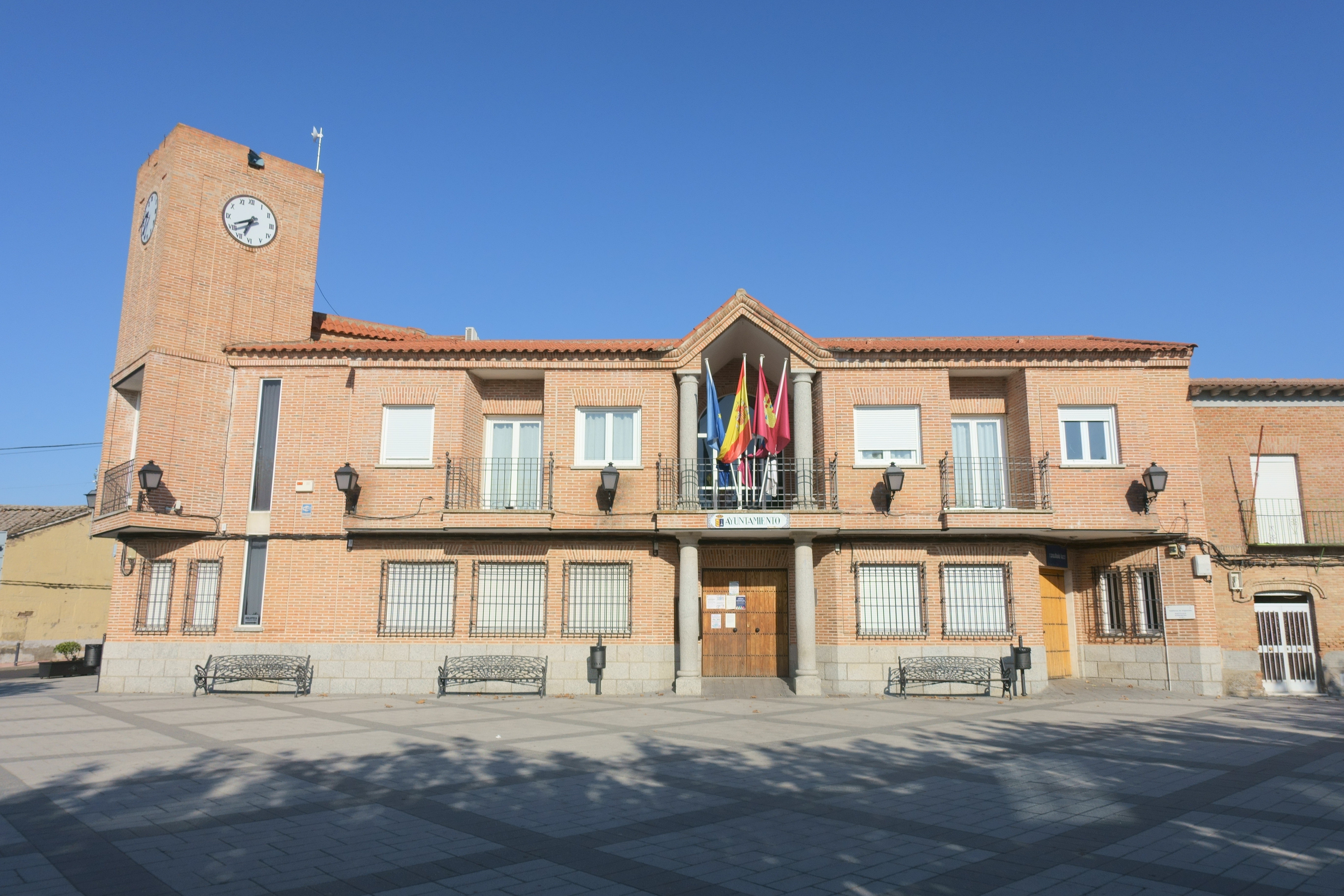
Rathaus